# Hans Christoph von Stingelheim

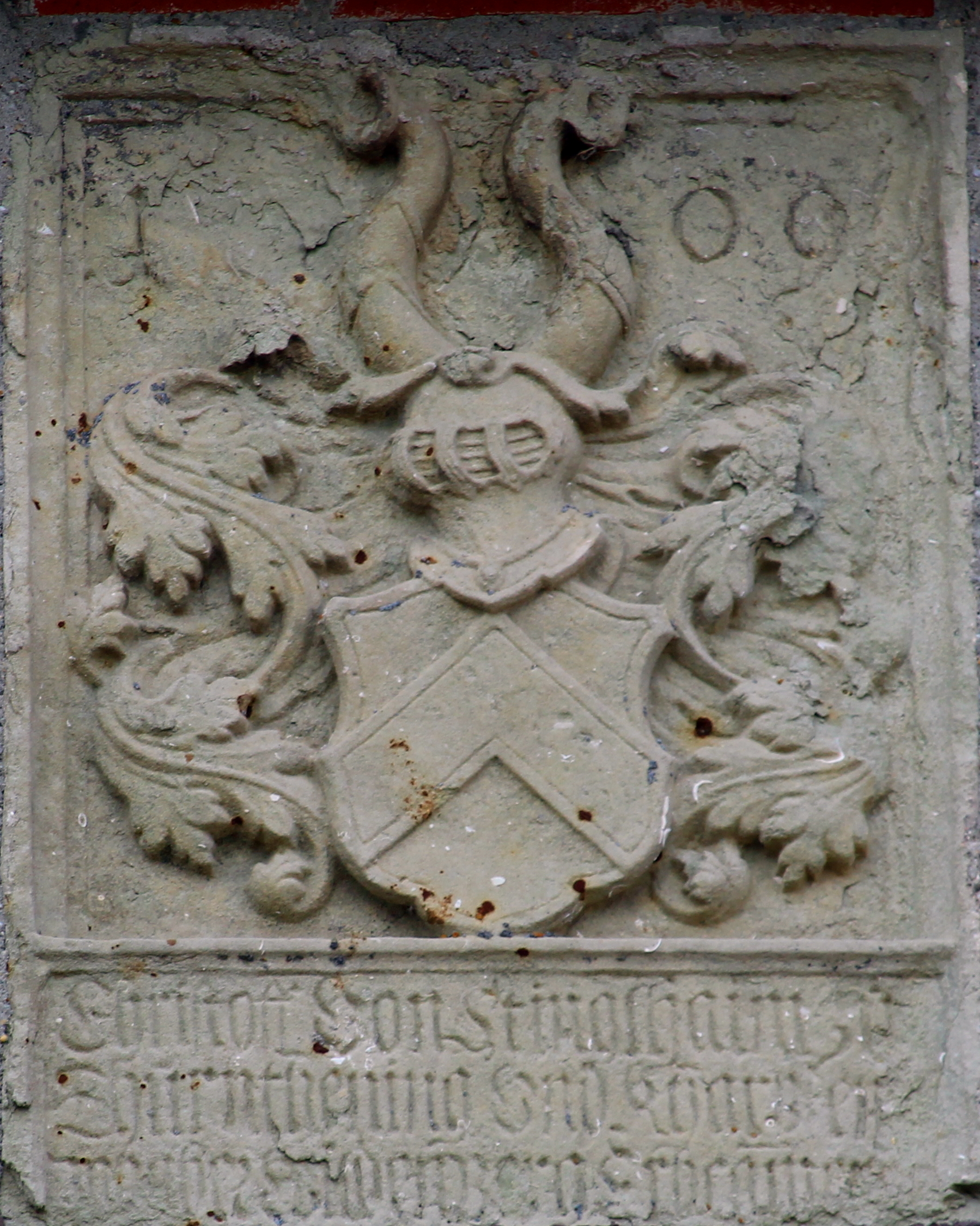
Wappenstein des Christoph von Stinglheim zu Thürnthenning und Karpfenstein auf dem Turm der Pfarrkirche St. Andreas in Pürkwang

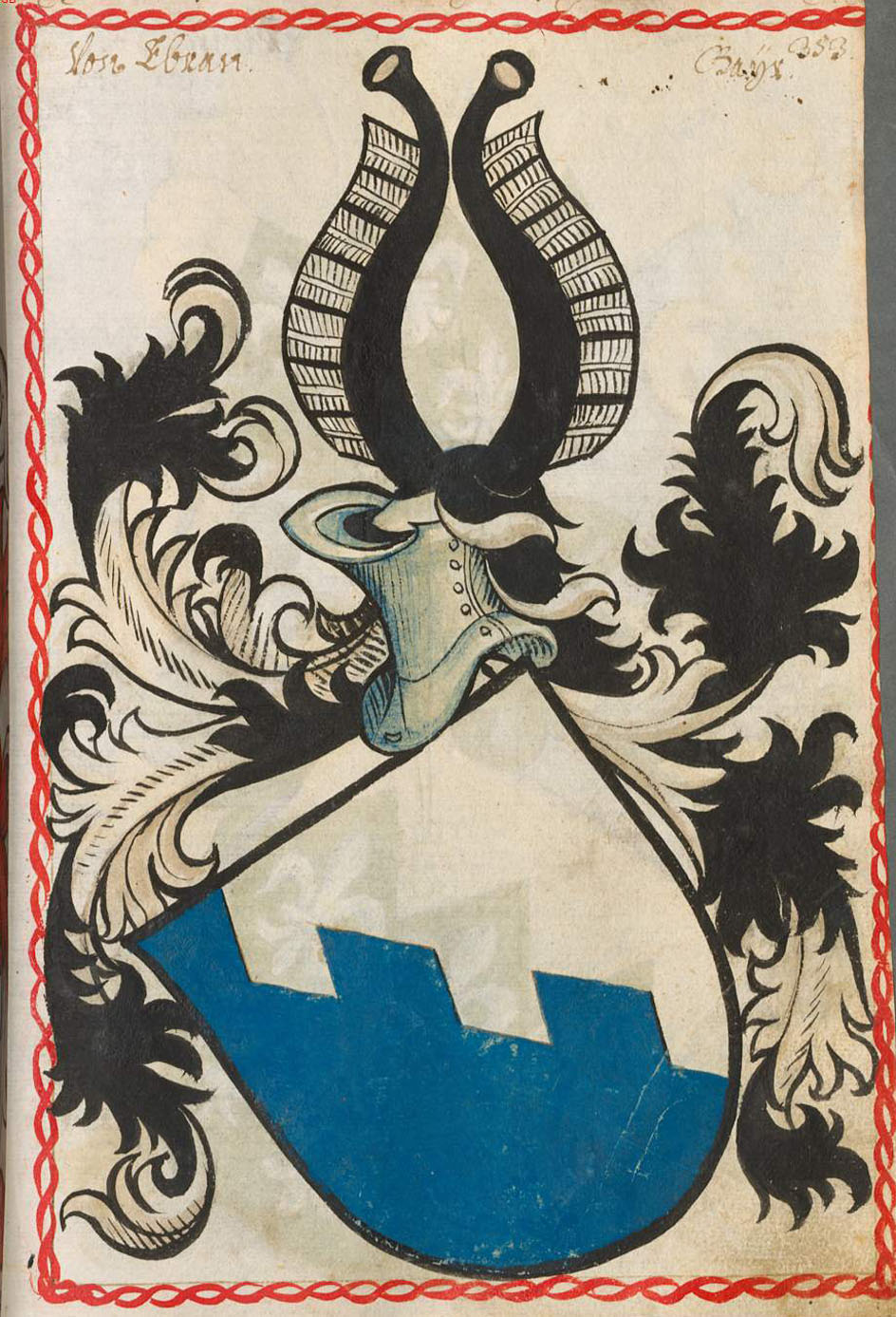
Wappen der Ebran von Wildenberg

Hans Christoph von Stingelheim (* 1570 in Thanhausen; † 13. Mai 1626 in Regensburg) stammte aus der bayerischen Adelsfamilie der Stingelheim.

## Leben
Sein Vater war Ludwig Franz von Stingelheim, der 1565 die Weiherstätte zu Karpfenstein erwarb. Sein Sohn Hans Christoph ließ nach seinem Tod für ihn ein rotmarmornes Epitaph anfertigen, das sich heute in der Stadtpfarrkirche St. Laurentius von Neustadt an der Donau befindet. Es zeigt eine lebensgroße Ritterfigur mit Lanze und Schwert. Ludwig Franz von Stingelheim begann 1580 auch mit dem Bau des Schlosses Karpfenstein und Hans Christoph vollendete 1599 das Bauwerk.

## Wirken
Hans Christoph wurde von seiner Familie für die geistliche Laufbahn bestimmt. 1585 wurde er Domherr zu Regensburg, 1596 wird er als Scholast und Aedil genannt. Bei der Sedisvakanz nach dem Ableben des Bischofs Sigmund wurde er 1600 zu einem der vier Stellvertreter bestimmt. 1607 erhielt er als Prälat nach dem Aussterben der Ebran von Wildenberg vom Hochstift Regensburg die heimgefallene Hofmark und das Schloss Wildenberg; aus den damit verbundenen Erträgen förderte er fromme Stiftungen. 1612 wurde ihm von Kaiser Rudolf der Titel eines Kaiserlichen Ehrenkaplans (lat. Capellanus Imperialis honoris) verliehen. Er verstarb 1626 als Senior des Domkapitels.
Er hat sich u. a. als Historiker des Bistums hervorgetan. Dabei hat er das später von Johann  Paul von Leoprechting fortgesetzte Wappenbuch Series heraldo-chronographica  Episcoporum über Regensburger Bischöfe und Domherren angelegt. Aus seinen Manuskripten wurden Ende des 18. Jahrhunderts zwei Bücher angefertigt, die sich mit der Genealogie des bayerischen Adels im Allgemeinen (Die  erloschenen und noch blühenden altadelichen Bayrischen Familien, Regensburg 1798.) und mit dem eigenen Geschlecht der Stingelheim (Arbor gentilitia Ebranorum de Lauterbach, Wildenberg et  Schernoeck, cum arbore genealogica Familiae de Stinglheim, Regensburg 1784.) befassen.